# العرار
العَرَار واسمه العلمي (Pulicaria jaubertii) هي عشبة حولية من الفصيلة النجمية.
يبلغ ارتفاعها 65 سم، أوراقه مستطيلة ومسننه بطول 3 سم، وأزهاره صفراء ومتجمعة في رؤوس على قمة أفرع النبات. ينتشر النبات في المناطق السهلية والأودية ويعد من النباتات الصيفية. للنبات استخدامات طبية كملين للبطن وعلاج لاضطرابات الهضم ولخفض الحمى وفاتح للشهية وطارد للديدان والبعوض.
ذُكر النبات في أشعار العرب قديماً، قال الشاعر الأموي الصمة بن عبدالله القشيري:

| تمتع من شميم عرار نجد |  | فما بعد العشية من عرار |

هناك خلط بينها وبين البابونج لتشابه وروده ولكن في الحقيقه هما نبتتان مختلفتان